# Abstandsgebot (Ehe)
In Bezug auf das Verhältnis zwischen Ehen und eingetragenen Partnerschaften haben manche Verfassungsrechtler ein Abstandsgebot postuliert.
In Deutschland wurde dies vom Artikel 6 des Grundgesetzes abgeleitet, der einen besonderen Schutz der Ehe vorschreibt. Demnach schlossen manche Rechtsgelehrte, das Rechtsinstitut der Lebenspartnerschaft dürfe nicht mit den gleichen Rechten wie eine Ehe ausgestattet sein.  Die Theorie eines vermeintlichen Abstandgebots wurde jedoch vom Bundesverfassungsgericht mit einem Urteil vom 17. Juli 2002 verneint, da die Lebenspartnerschaft ein „Institut“ sei, „das sich an Personen wendet, die miteinander keine Ehe eingehen können“.  Dennoch taucht der Begriff immer wieder im politischen Diskurs auf.
Das Bundesverfassungsgericht hat in seiner Entscheidung vom 7. Juli 2009 erneut festgestellt, dass ein „Abstandsgebot“ nicht existiert, und ferner, dass Art. 3 GG (Gleichstellungsgebot) auch bei eingetragenen Lebenspartnern anzuwenden ist.